# Vasco Berardo
Vasco Berardo (Coímbra, 1933-ibidem, 1 de julio de 2017) fue un escultor, grabador de medallas y pintor portugués.

## Biografía
Vasco Berardo nació en Coímbra en 1933 siendo un autodidacta, con convicción. Sus maestros fueron José Contente, Vitorino Pereira y el arquitecto Manuel Fernandes. Hizo su primera exposición en 1951 con el grupo  Os Novos de Coimbra. Colaboró con el CAPC y fue miembro fundador de MAC. Realizó hasta la fecha exposiciones individuales y colectivas en todo el país y en el extranjero. Se destacó como grabador de medallas y hoy cuenta con cerca de 500 medallas en su extensa obra. Escultor en bronce y madera, cerámica, azulejo, pintura, tapiz, metal y obra gráfica son parte de su mundo, su innovación y creatividad. Su período neorrealista dejó una profunda huella en la ciudad de Coímbra con el mural del viejo Café Mandarín, transformado posteriormente en McDonald's.